# Darja Jurlova

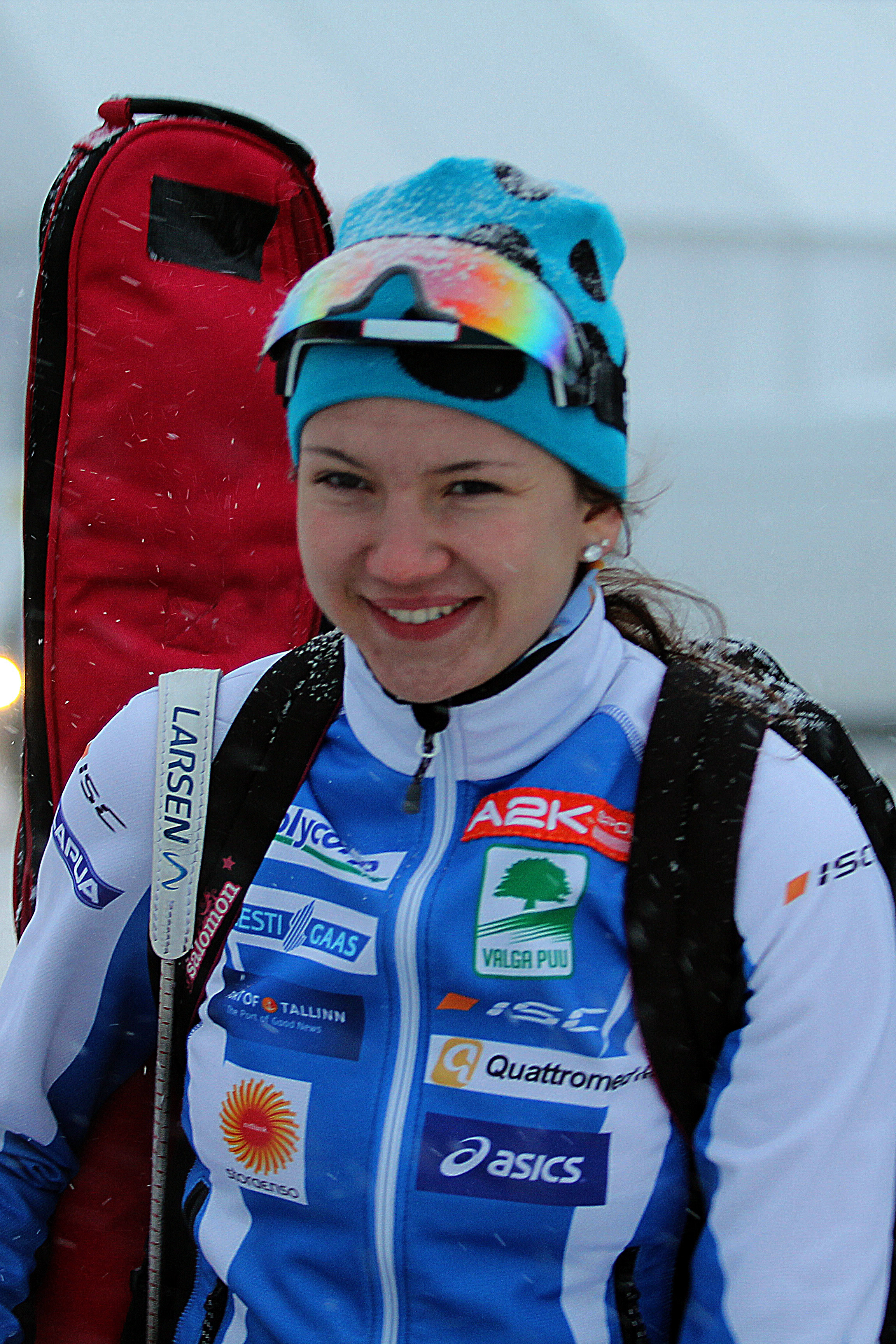
Daria Jurlova.

Darja Jurlova (est. Daria Yurlova, trb. Darja Władimirowna Jurłowa, ur. 3 marca 1992 w Narwie) jest byłą estońską biathlonistką. Brała udział w Mistrzostwach Świata w Biathlonie w latach 2011, 2012, 2013 i 2015. Brała udział w Zimowych Igrzyskach Olimpijskich 2014 w Soczi w sprincie i biegu indywidualnym. 

## Życiorys
Od najmłodszych lat uprawiała biegi narciarskie, a w wieku 13 lat rozpoczęła treningi biathlonowe. Jej pierwszym trenerem był Jewgienij Wsziwcew ze szkoły sportowej "Energia" w Narwie. W młodzieżowych kategoriach wiekowych regularnie odnosiła sukcesy, zdobywając m.in. dwa złote medale na Mistrzostwach Krajów Północnych Juniorów w biathlonie w 2010 roku.
Ze względu na brak estońskiego obywatelstwa, jej starty w zawodach seniorskich były początkowo niemożliwe, gdyż posiadała rosyjskie obywatelstwo. Po ukończeniu 18. roku życia udało jej się uzyskać estoński paszport w grudniu 2010 roku, co umożliwiło jej reprezentowanie Estonii na arenie międzynarodowej.

## Kariera sportowa
Jurlova zadebiutowała w międzynarodowych zawodach seniorskich 17 grudnia 2010 roku podczas sprintu na etapie Pucharu IBU w austriackim Obertilliach, zajmując 40. miejsce. 8 stycznia 2011 roku wystartowała w sprincie na etapie Pucharu Świata w Oberhofie, gdzie uplasowała się na 80. pozycji.
W marcu 2012 roku wzięła udział w Mistrzostwach Świata w Biathlonie w Ruhpolding, zajmując 44. miejsce w sprincie na 7,5 km oraz 63. miejsce w biegu indywidualnym na 15 km.
Podczas Zimowych Igrzysk Olimpijskich 2014 w Soczi reprezentowała Estonię, startując w sprincie (67. miejsce) oraz biegu indywidualnym (74. miejsce).
Po sezonie 2014/2015 zakończyła karierę sportową, koncentrując się na studiach i pracy trenerskiej. W maju 2015 roku została członkiem zarządu Związku Sportowego Ida-Virumaa, reprezentując regiony Narwy i Narva-Jõesuu.

## Osiągnięcia
- Mistrzostwa Krajów Północnych Juniorów w biathlonie 2010: dwa złote medale
- Mistrzostwa Świata w Biathlonie 2012: 44. miejsce w sprincie, 63. miejsce w biegu indywidualnym
- Zimowe Igrzyska Olimpijskie 2014: 67. miejsce w sprincie, 74. miejsce w biegu indywidualnym